# سهم الماء المونتفيديوي
سهمية مونتفيديوية (الاسم العلمي:Sagittaria montevidensis) هي نوع من النباتات تتبع جنس السهمية من الفصيلة المزمارية.

## معرض صور

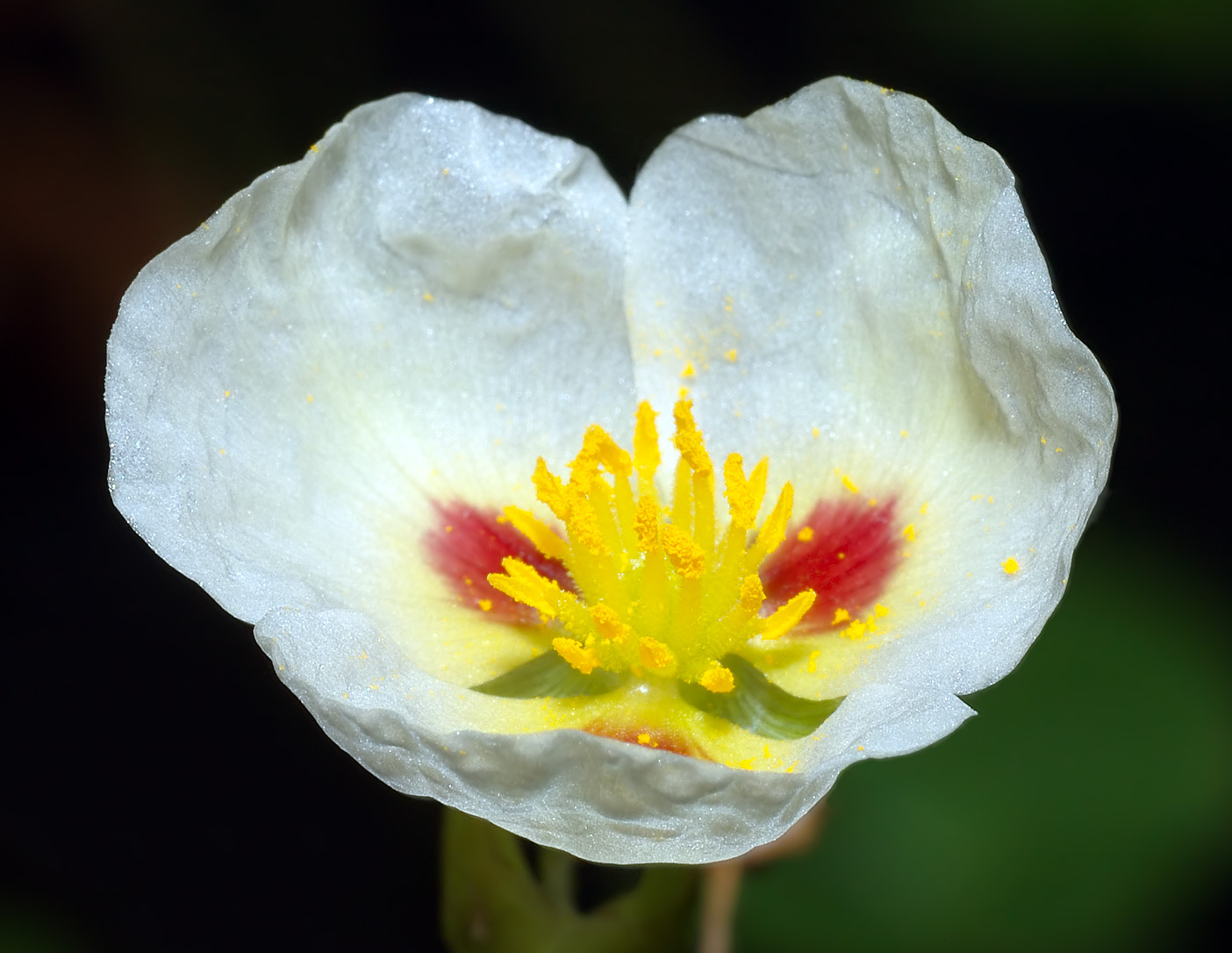
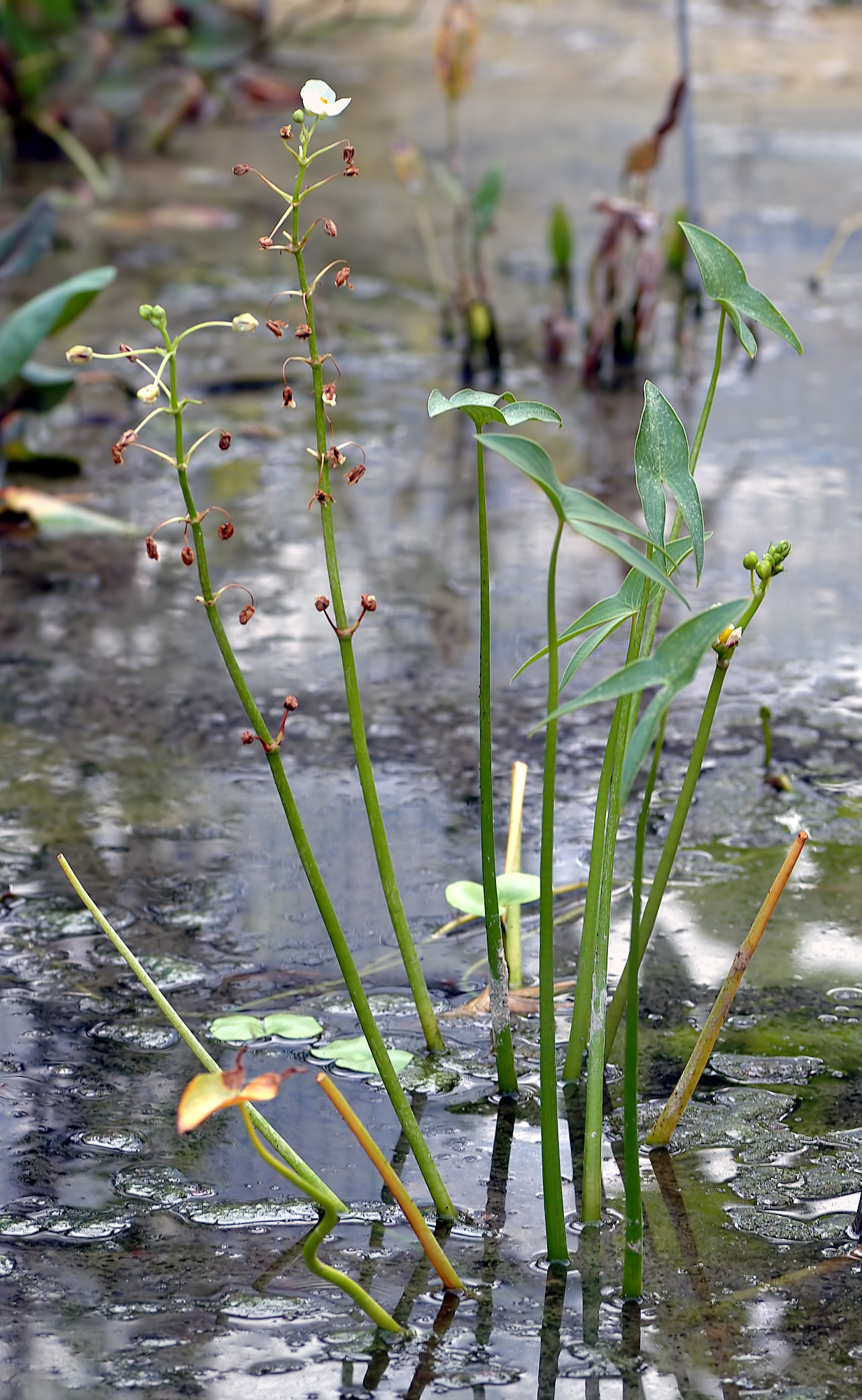
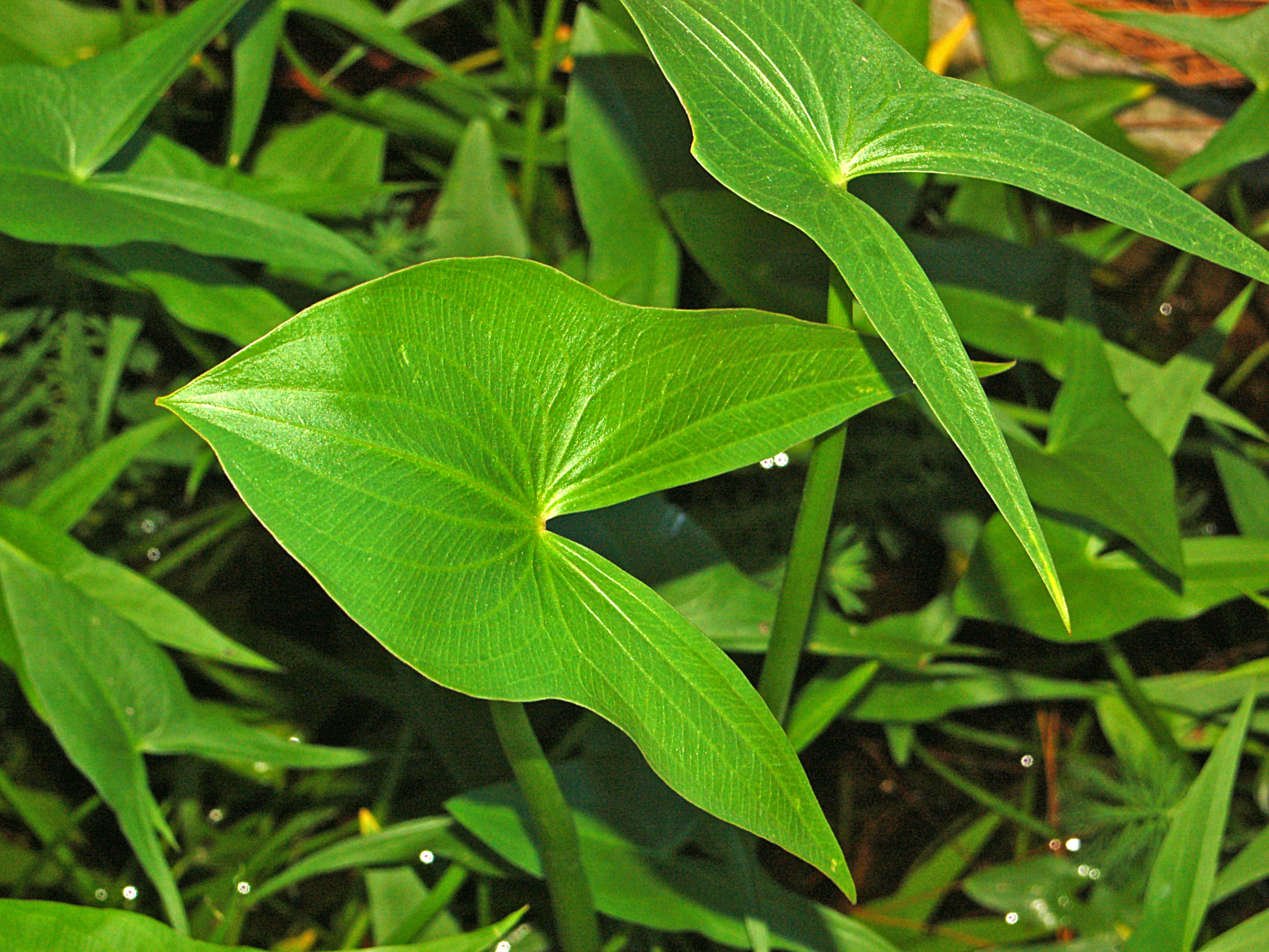